# Irène Joachim
Irène Joachim, née le 13 mars 1913 dans le 7e arrondissement de Paris et décédée le 20 avril 2001 à Magnanville, est une cantatrice française soprano.

## Biographie

### Famille
Irène Joachim est la fille de Hermann Joachim (fils du violoniste Joseph Joachim) et de la violoniste Suzanne Chaigneau (fille du peintre Ferdinand Chaigneau ; Suzanne Chaigneau avec ses deux sœurs formaient le Trio Chaigneau). 

### Carrière artistique
Irène Joachim connaît son heure de gloire dès 1940 en interprétant le rôle de Mélisande dans l'opéra de Debussy, Pelléas et Mélisande qu'elle enregistre en 1941 sous la direction de Roger Désormière. Sa voix fluette, sa sensibilité à fleur de peau ainsi que sa parfaite incarnation du personnage ont fait d'Irène Joachim l'éternelle Mélisande. Que ce soit à l’Opéra-Comique (salle Favart) de Paris ou au concert, elle défend la musique française de son temps, participant à la création du Rossignol de Saint-Malo (Le Flem), Le soleil des eaux de Pierre Boulez ainsi que des œuvres de Henri Dutilleux, Jean Wiéner et Serge Nigg. Durant la période de l'Occupation allemande, elle est une résistante active, au sein du Front national des musiciens, l'organisation dédiée à ceux-ci du Front national de la Résistance.
Irène Joachim fut aussi une interprète de lieder allemands (Schubert, Schumann, Berg). Elle reçoit notamment le Grand Prix du Disque en 1959 pour son enregistrement des lieder de Carl Maria von Weber (avec Hélène Boschi au piano).
En 1958, elle enregistre Wilhelm Meister de Robert Schumann avec André Vessières et Basia Retchitzka avec Hélène Boschi au piano. Réputée pour sa diction impeccable[réf. nécessaire], elle a longtemps été professeur de chant au Conservatoire national supérieur de musique de Paris. 
Elle fait une apparition brève dans Les Bas-fonds (1936) et La Marseillaise de Jean Renoir (1938), ainsi que dans Les Anges du péché de Robert Bresson (1943). Elle créa aussi la chanson Les Feuilles mortes de Prévert et Kosma dans Les Portes de la nuit de Marcel Carné.
Elle meurt de la maladie d'Alzheimer.

## Discographie
- Lieder et Mélodies, INA Mémoires vives (sources : enregistrements ORTF), 2000.
- Debussy, Pelléas et Mélisande, direction Roger Désormière, avec également Jacques Jansen et Henri Etcheverry, 1941, diverses rééditions, dont EMI Classics. Irène Joachim : rôle de Mélisande.
- Le Groupe des Six. Mélodies, avec Maurice Franck au piano et Ensemble instrumental sous la direction de M. Franck. Texte de présentation par Henri Sauguet (mars 1968). (Le Chant du Monde, Musique de notre temps. LDX 78410)
- Schumann, Wilhelm Meister's Lieder op. 98a avec également Basia Retchitzka, soprano ; André Vessières, baryton ; Hélène Boschi, piano (1984, Rééd. dans coffret 2 LP Le Chant du Monde LDX 78746/7) (BNF 38107975)
- Chansons de France, mélodies de Canteloube, Emmanuel, Durey, Ravel, Gounod, Koechlin, Roussel avec Xavier Depraz, basse ; Hélène Boschi, piano (années 1950, LP Le Chant du Monde coll. « Série nouvelle populaire » LD-M-8151)[7] (OCLC 38910157)